# Dōmu
Dōmu (jap. 童夢) – manga autorstwa Katsuhiro Ōtomo.
Manga została wydana przez wydawnictwo Futabasha w pojedynczym tomie 18 sierpnia 1983 roku.
Tytuł ten został uhonorowany Nihon SF Taishō w 1983 roku.

## Opis fabuły
Akcja rozgrywa się na jednym z ogromnych betonowych osiedli, pełnym bezimiennego tłumu. Nocą jeden z mieszkańców, Ueno, popełnia samobójstwo. Jest to tylko jeden przypadek z całej serii mu podobnych. Tamura jest detektywem, któremu powierzone zostało śledztwo. Po kolei zostają wykluczani wszyscy podejrzani: Yoshio Gujiyama (lub też "Mały Yo"), chory umysłowo mężczyzna o ogromnej posturze, ale dziecięcym rozumie, Yoshikawa, obelżywy alkoholik i Uchida (Cho-san) infantylny starzec. Po śmierci jednego z oficerów w kompleksie mieszkalnym Yamagawa, zwierzchnik Tamury, odkrywa prawdę. Uchida posiada zdolności psychokinetyczne. Niestety Yamagawie nie udaje się przeżyć spotkania z mężczyzną.
Cho-san spotyka godnego przeciwnika, dziewczynkę o imieniu Etsuko. Starzec przejmuje kontrolę nad młodym mężczyzną, by ten zabił Etsuko. Gdy plan się nie powodzi, zmusza mężczyznę do poderżnięcia sobie gardła na oczach dziewczynki. Następnie Yoshikawa pod wpływem Cho-sana usiłuje zastrzelić Etsuko, jednak kończy się to śmiercią jego syna, Małego Yo i samego Yoshikawy. Dochodzi do pojedynku między Etsuko a Cho-sanem, który powoduje olbrzymie zniszczenia w kompleksie mieszkalnym. Starzec zostaje pokonany, lecz przeżywa. Tamura łączy ze sobą wszystkie ślady i odkrywa, że sprawcą wszystkich samobójstw był Cho-san. Kiedy obserwuje starca, jest świadkiem ostatecznego starcia, w którym Etsuko zabija mordercę.